# Montbouton
Montbouton est une commune française située dans le département du Territoire de Belfort, la région culturelle et historique de Franche-Comté et la région administrative Bourgogne-Franche-Comté. Ses habitants sont appelés les Montboutonnais.
La commune est administrativement rattachée au canton de Delle.

## Géographie
Le village s'est développé à 500 m d'altitude sur une colline située en bordure du plateau calcaire jurassique qui domine l'extrême sud du département.

### Communes limitrophes
| Dasle (Doubs)       | Beaucourt  |                       |
|                     | Montbouton | Saint-Dizier-l'Évêque |
| Vandoncourt (Doubs) |            | Croix                 |

### Climat
Pour des articles plus généraux, voir Climat de la Bourgogne-Franche-Comté et Climat du Territoire de Belfort.
En 2010, le climat de la commune est de type climat de montagne, selon une étude du Centre national de la recherche scientifique s'appuyant sur une série de données couvrant la période 1971-2000. En 2020, Météo-France publie une typologie des climats de la France métropolitaine dans laquelle la commune est dans une zone de transition entre le climat semi-continental et le climat de montagne et est dans une zone de transition entre les régions climatiques « Vosges » et « Jura ». 
Pour la période 1971-2000, la température annuelle moyenne est de 8,9 °C, avec une amplitude thermique annuelle de 17,2 °C. Le cumul annuel moyen de précipitations est de 1 171 mm, avec 12,7 jours de précipitations en janvier et 11,1 jours en juillet. Pour la période 1991-2020, la température moyenne annuelle observée sur la station météorologique de Météo-France la plus proche, « Saint-Dizier-l'Évêque_sapc », sur la commune de Saint-Dizier-l'Évêque à 3 km à vol d'oiseau, est de 10,1 °C et le cumul annuel moyen de précipitations est de 1 099,4 mm. 
La température maximale relevée sur cette station est de 37 °C, atteinte le 13 août 2003 ; la température minimale est de −17,4 °C, atteinte le 20 décembre 2009,,. 
Les paramètres climatiques de la commune ont été estimés pour le milieu du siècle (2041-2070) selon différents scénarios d'émission de gaz à effet de serre à partir des nouvelles projections climatiques de référence DRIAS-2020. Ils sont consultables sur un site dédié publié par Météo-France en novembre 2022.

## Urbanisme

### Typologie
Au 1er janvier 2024, Montbouton est catégorisée petite ville, selon la nouvelle grille communale de densité à sept niveaux définie par l'Insee en 2022.
Elle appartient à l'unité urbaine de Beaucourt, une agglomération inter-départementale regroupant quatre  communes, dont elle est une commune de la banlieue,,. Par ailleurs la commune fait partie de l'aire d'attraction de Montbéliard, dont elle est une commune de la couronne,. Cette aire, qui regroupe 137 communes, est catégorisée dans les aires de 50 000 à moins de 200 000 habitants,.

### Occupation des sols
L'occupation des sols de la commune, telle qu'elle ressort de la base de données européenne d’occupation biophysique des sols Corine Land Cover (CLC), est marquée par l'importance des territoires agricoles (44,5 % en 2018), en diminution par rapport à 1990 (58,3 %). La répartition détaillée en 2018 est la suivante : 
forêts (40,6 %), prairies (19,2 %), terres arables (15,3 %), zones urbanisées (14,8 %), zones agricoles hétérogènes (10 %). L'évolution de l’occupation des sols de la commune et de ses infrastructures peut être observée sur les différentes représentations cartographiques du territoire : la carte de Cassini (XVIIIe siècle), la carte d'état-major (1820-1866) et les cartes ou photos aériennes de l'IGN pour la période actuelle (1950 à aujourd'hui).

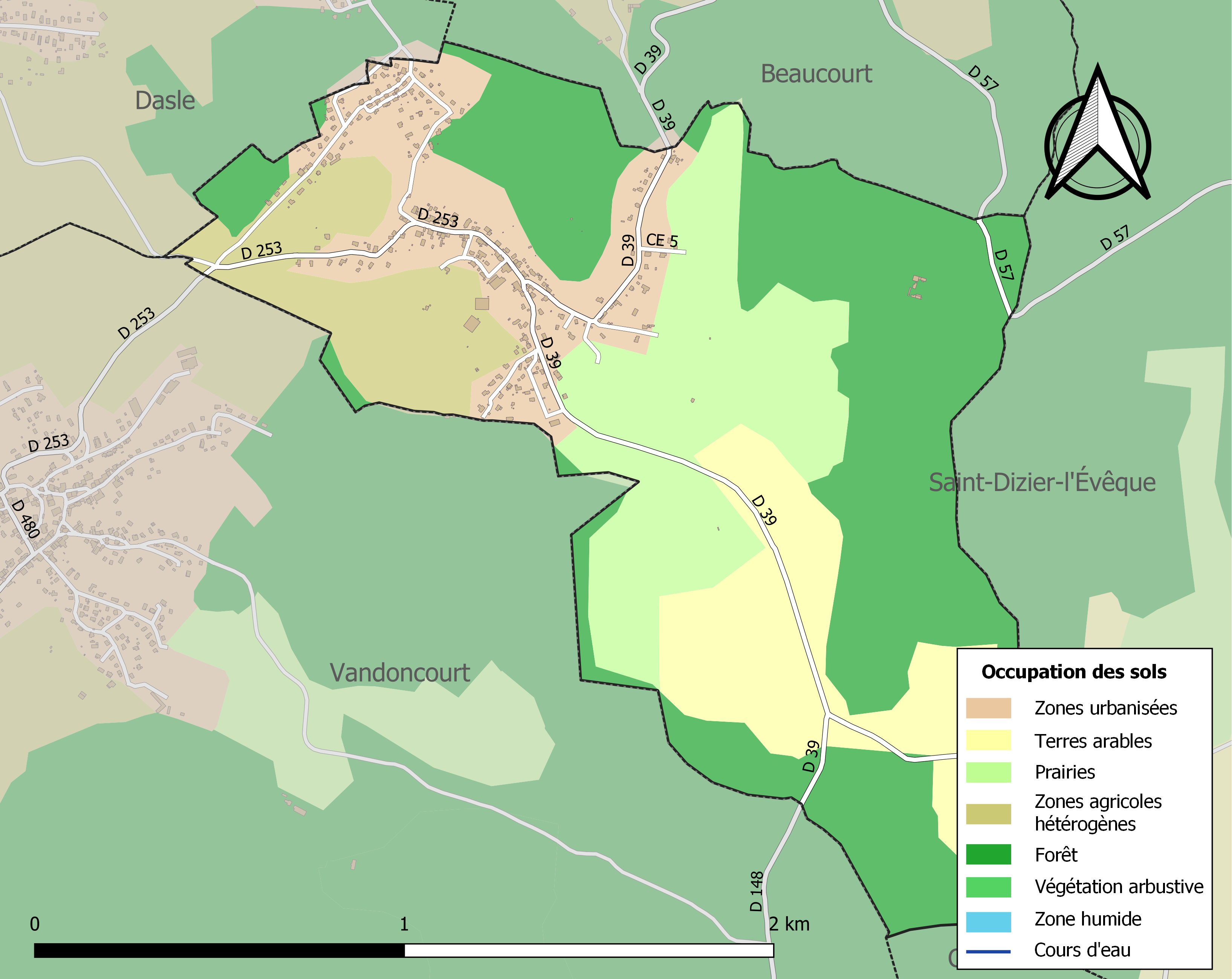
Carte des infrastructures et de l'occupation des sols de la commune en 2018 (CLC).

## Toponymie
Le nom Montbouton semble venir des termes mons et Betto(n) (altération de Berht), lui donnant la signification de « mont de Betto » ou « montagne de Betto » ; Betto étant un nom d'homme germanique qui se retrouve très distinctement dans d'autres noms de communes du terroir Bethoncourt (25), Bethonvilliers (90), Béthune pareillement, située plus loin (ville, 62, cours d'eau, 76).
Mûnpetûn et Mûnpetûn (1303), Montebetone (1331), Montebetone et Monbetun (1317), Munbattun (1394), Mont Bouton (1793), Monbouton (1801).

## Histoire

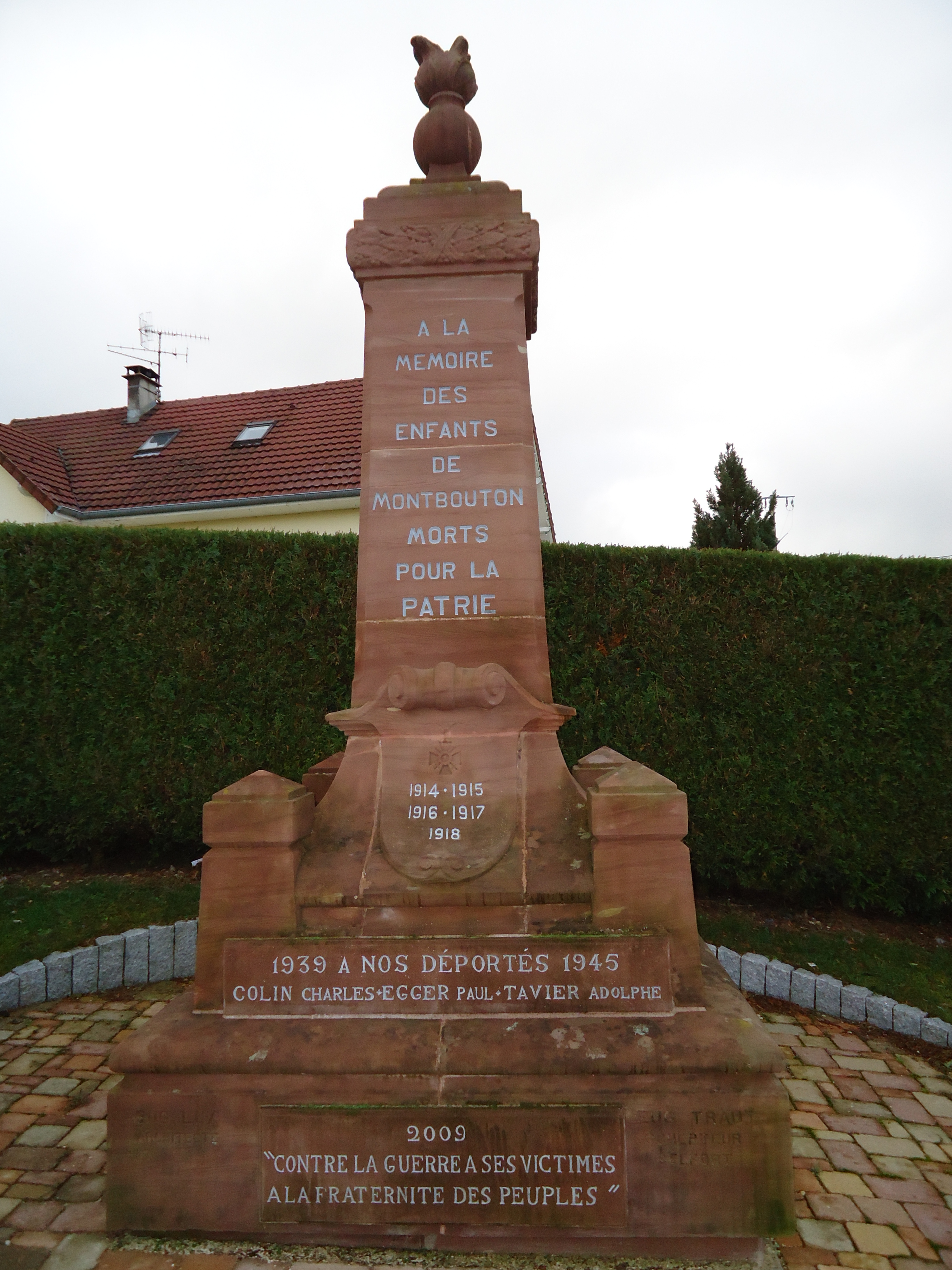
Monuments aux morts.

Munpetun est cité en 1303 dans un état des possessions du duc d'Autriche, landgrave d'Alsace. Le village possédait alors une chapelle.
L'église, dédiée à saint Léger, est reconstruite en 1714 ; le village ayant été ravagé au siècle précédent par les Suédois.
L'influence de la paroisse dépassait alors les limites du territoire du village et drainait les catholiques minoritaires des villages voisins à majorité protestante (Beaucourt, par exemple).
L'église actuelle date des années 1860.

## Politique et administration

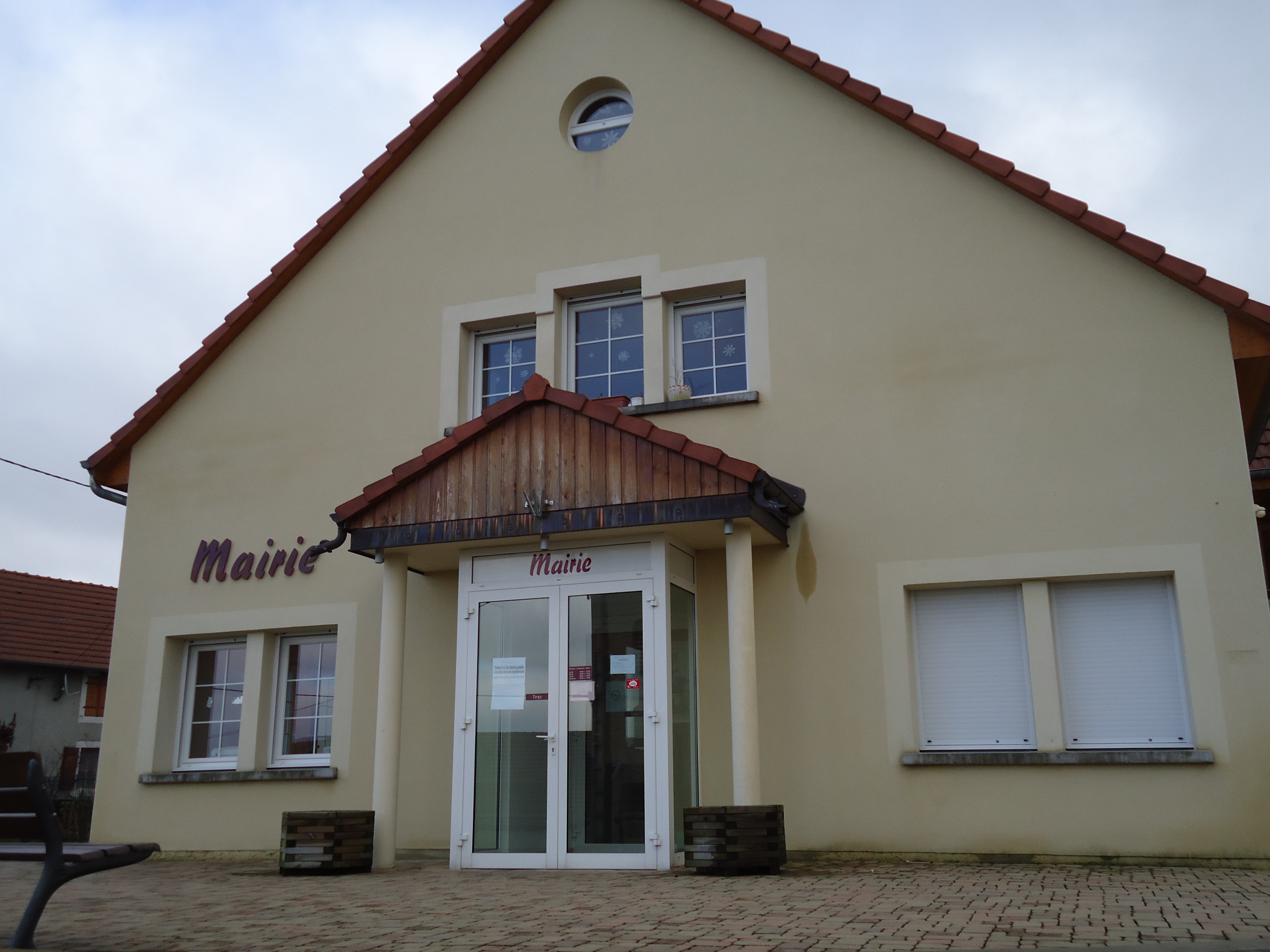
Mairie.

La mairie est très réputée à Montbouton, elle est le véritable symbole du village faute de bâtiments historiques.
| Période                                  | Période  | Identité        | Étiquette | Qualité |
| ---------------------------------------- | -------- | --------------- | --------- | ------- |
| Les données manquantes sont à compléter. |          |                 |           |         |
| mars 1935                                | 1947     | Contesse        |           |         |
| mars 1947                                | 1965     | Albert Margerin |           |         |
| mars 1965                                | 1971     | Eugène Bornèque |           |         |
| mars 1971                                | 1995     | Hubert Mouhat   |           |         |
| mars 1995                                | 2014     | Xavier Domon    |           |         |
| mars 2014                                | 2020     | Jacques Deas    |           |         |
| juin 2020                                | En cours | Gilles Perrin   |           |         |

## Population et société

### Démographie
Stimulée par la proximité de Beaucourt et de son activité industrielle, la population du village s'est développée au XIXe siècle pour passer de 173 à 488 habitants en cent ans. En 1999 elle était de 438 habitants.
L'évolution du nombre d'habitants est connue à travers les recensements de la population effectués dans la commune depuis 1793. Pour les communes de moins de 10 000 habitants, une enquête de recensement portant sur toute la population est réalisée tous les cinq ans, les populations de référence des années intermédiaires étant quant à elles estimées par interpolation ou extrapolation. Pour la commune, le premier recensement exhaustif entrant dans le cadre du nouveau dispositif a été réalisé en 2005.

En 2022, la commune comptait 425 habitants, en évolution de +4,68 % par rapport à 2016 (Territoire de Belfort : −2,78 %, France hors Mayotte : +2,11 %).
| 1793 | 1800 | 1806 | 1821 | 1831 | 1836 | 1841 | 1846 | 1851 |
| ---- | ---- | ---- | ---- | ---- | ---- | ---- | ---- | ---- |
| 168  | 160  | 199  | 224  | 278  | 302  | 311  | 316  | 342  |

| 1856 | 1861 | 1866 | 1872 | 1876 | 1881 | 1886 | 1891 | 1896 |
| ---- | ---- | ---- | ---- | ---- | ---- | ---- | ---- | ---- |
| 374  | 356  | 385  | 359  | 527  | 469  | 504  | 510  | 523  |

| 1901 | 1906 | 1911 | 1921 | 1926 | 1931 | 1936 | 1946 | 1954 |
| ---- | ---- | ---- | ---- | ---- | ---- | ---- | ---- | ---- |
| 488  | 464  | 415  | 437  | 398  | 352  | 314  | 320  | 328  |

| 1962 | 1968 | 1975 | 1982 | 1990 | 1999 | 2005 | 2006 | 2010 |
| ---- | ---- | ---- | ---- | ---- | ---- | ---- | ---- | ---- |
| 402  | 405  | 396  | 376  | 427  | 438  | 414  | 426  | 410  |

| 2015 | 2020 | 2022 | - | - | - | - | - | - |
| ---- | ---- | ---- | - | - | - | - | - | - |
| 403  | 403  | 425  | - | - | - | - | - | - |

### Enseignement
- École primaire Paul-Egger.

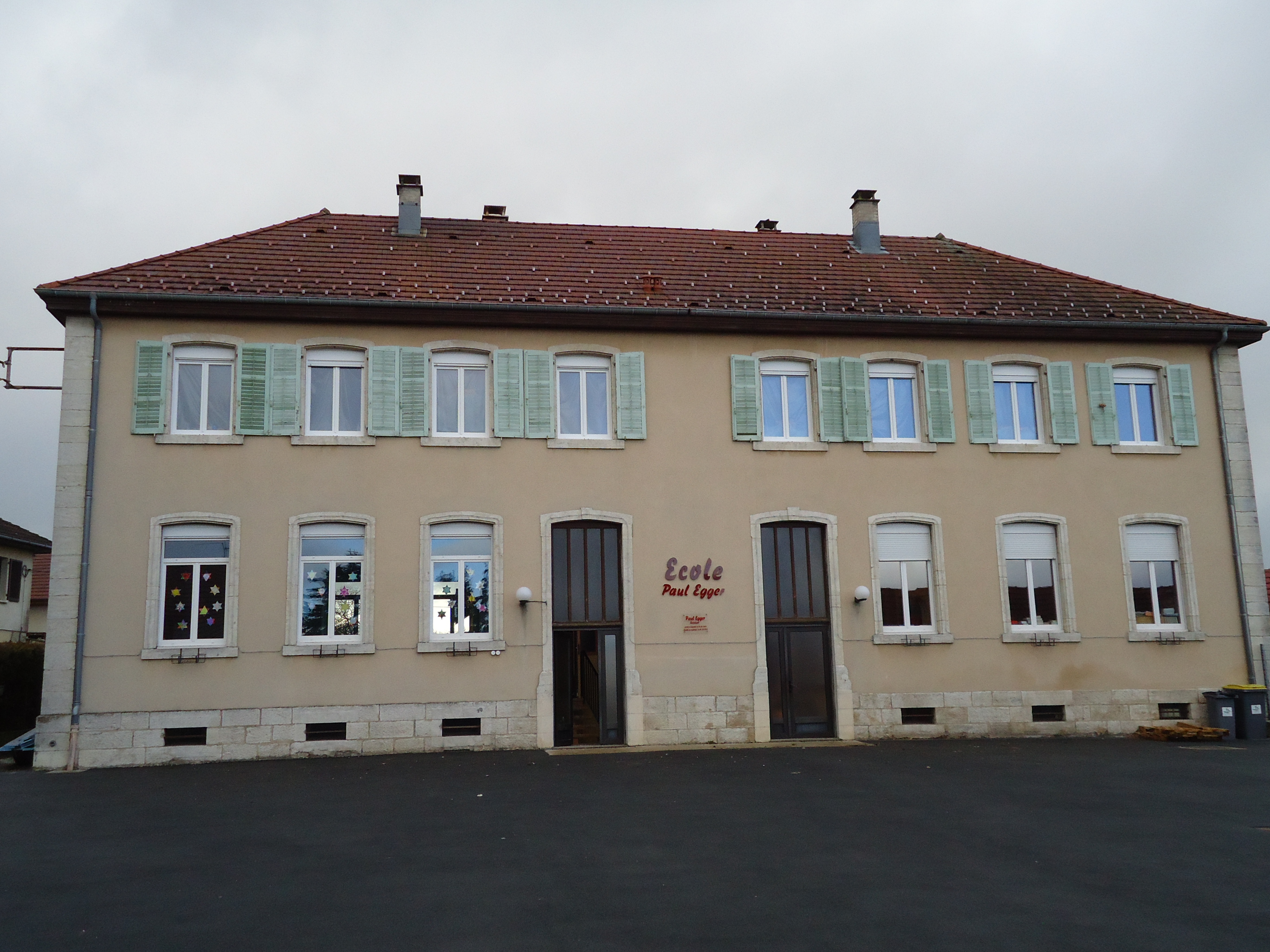
École Paul-Egger.

L'école maternelle se situe à Vandoncourt et le collège à Beaucourt.

## Culture locale et patrimoine

### Lieux et monuments
- Église Saint-Léger.

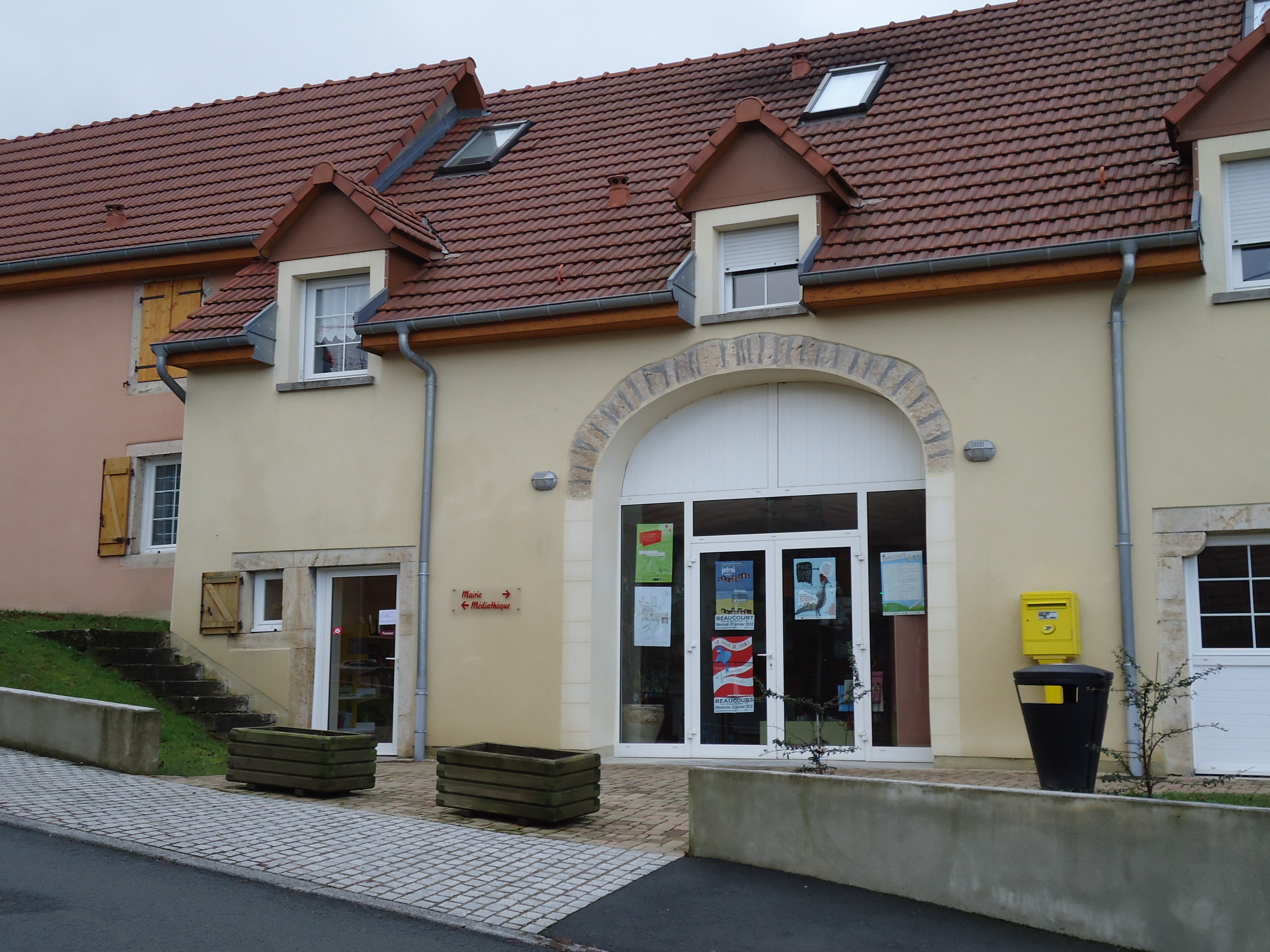
Bibliothèque de Montbouton.

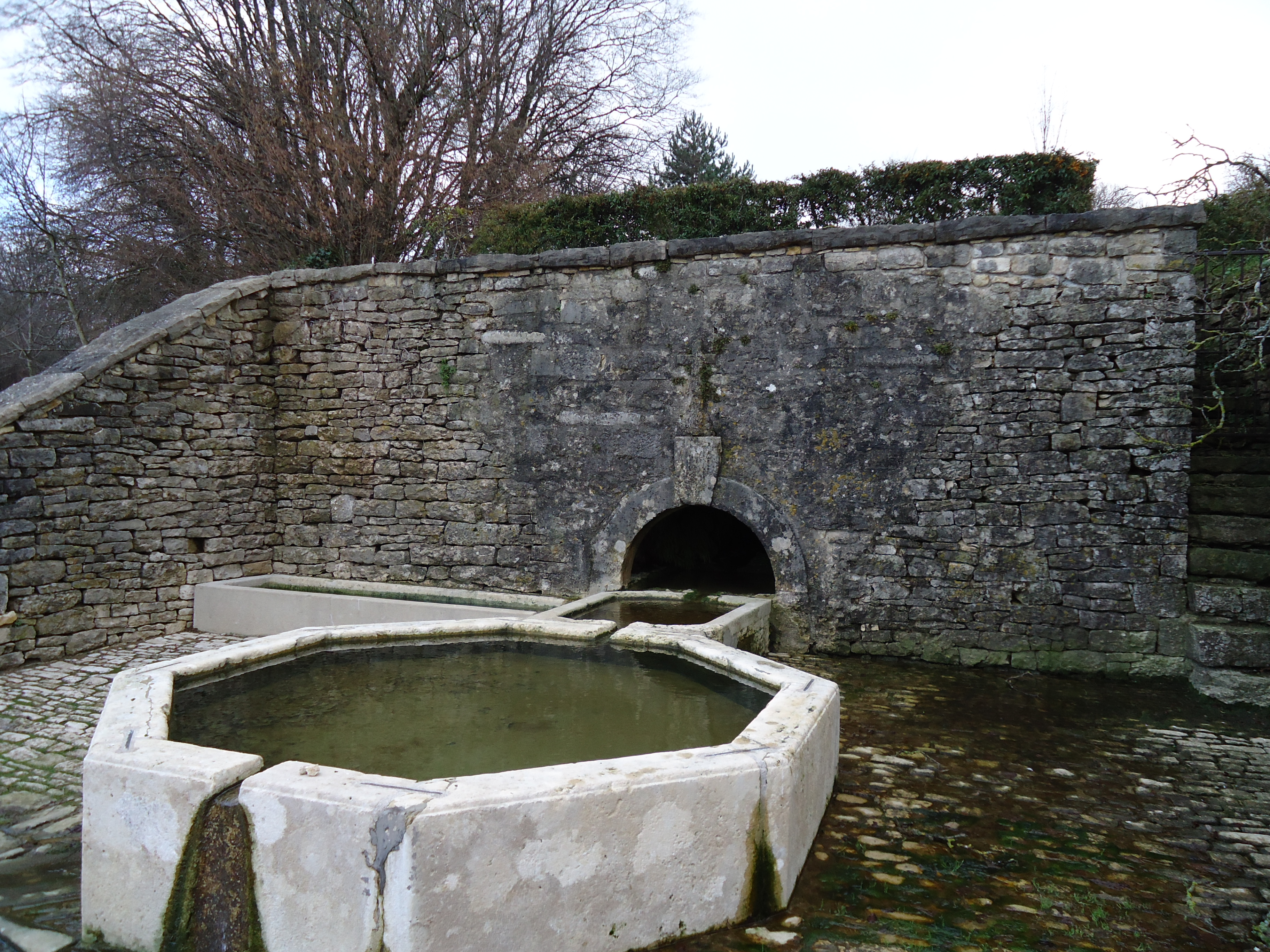
Fontaine Saint-Léger.

- Fontaine Saint-Léger : des actes de 1723 et de 1731 traitent de l'usufruit d'une source ou d'une fontaine placée à cet endroit, mais la date portée sur l'arc en plein centre de l'édifice actuel atteste d'un aménagement postérieur. Selon une légende, l'eau acheminée par des bassins et chéneaux couverts de dalles, possède un pouvoir curatif pour les yeux.

### Personnalités liées à la commune
- Edmond Miellet (1880-1953), homme politique.

### Héraldique
| Blason de Montbouton | Blason  | D'argent à un lévrier rampant contourné de sable.                                      |
| Blason de Montbouton | Détails | Armes de l'abbaye de Murbach, où le lévrier a été retourné. Adopté le 24 janvier 1959. |

## Pour approfondir